# Boucq
Boucq – miejscowość i gmina we Francji, w regionie Grand Est, w departamencie Meurthe i Mozela.
Według danych na rok 1990 gminę zamieszkiwało 330 osób, a gęstość zaludnienia wynosiła 15 osób/km² (wśród 2335 gmin Lotaryngii Boucq plasuje się na 723. miejscu pod względem liczby ludności, natomiast pod względem powierzchni na miejscu 138.).

## Populacja

Populacja Boucq w latach 1962–2008